# Jesper Karlsson
Karl Jesper Karlsson (Suecia, 25 de julio de 1998) es un futbolista sueco. Juega de delantero y su equipo es la U. S. Lecce de la Serie A de Italia.

## Trayectoria

### Falkenbergs FF
Jasper debutó como profesional el 21 de febrero de 2016, fue por la Copa de Suecia contra Tenhults IF, jugó los 10 minutos finales y ganaron 2 a 0. Utilizó la camiseta número 17, disputó su primer juego con 17 años y 211 días.
En cuanto a la máxima categoría sueca, debutó en la Allsvenskan el 3 de abril, en la fecha 1, estuvo los minutos finales para enfrentar a IFK Göteborg pero fueron derrotados 2 a 0.
El 17 de julio, en la fecha 14 del campeonato nacional, Jesper anotó sus primeros dos goles oficiales, además brindó una asistencia, empataron 3 a 3 con Hammarby IF.
Para la segunda mitad del año, se afianzó como titular en el club. Incluso en la fecha 25 fue el capitán por primera vez, con 18 años, anotó un gol pero Östersunds FK los derrotó 6 a 1.

## Estadísticas

### Clubes
Actualizado al 25 de mayo de 2025.
| Club                        | Div.          | Temporada     | Liga  | Liga  | Copas nacionales | Copas nacionales | Torneos internacionales | Torneos internacionales | Total | Total |
| Club                        | Div.          | Temporada     | Part. | Goles | Part.            | Goles            | Part.                   | Goles                   | Part. | Goles |
| --------------------------- | ------------- | ------------- | ----- | ----- | ---------------- | ---------------- | ----------------------- | ----------------------- | ----- | ----- |
| Falkenbergs FF · Suecia     | 1.ª           | 2016          | 26    | 7     | 3                | 0                | —                       | —                       | 29    | 7     |
| Falkenbergs FF · Suecia     | Total club    | Total club    | 26    | 7     | 3                | 0                | 0                       | 0                       | 29    | 7     |
| IF Elfsborg · Suecia        | 1.ª           | 2017          | 14    | 0     | 3                | 1                | —                       | —                       | 17    | 1     |
| IF Elfsborg · Suecia        | 1.ª           | 2018          | 22    | 0     | 4                | 1                | —                       | —                       | 26    | 1     |
| IF Elfsborg · Suecia        | 1.ª           | 2019          | 25    | 8     | 1                | 1                | —                       | —                       | 26    | 9     |
| IF Elfsborg · Suecia        | 1.ª           | 2020          | 22    | 11    | 4                | 1                | —                       | —                       | 26    | 12    |
| IF Elfsborg · Suecia        | Total club    | Total club    | 83    | 19    | 12               | 4                | 0                       | 0                       | 95    | 23    |
| AZ Alkmaar · Países Bajos   | 1.ª           | 2020-21       | 32    | 11    | 1                | 0                | 6                       | 1                       | 39    | 12    |
| AZ Alkmaar · Países Bajos   | 1.ª           | 2021-22       | 38    | 17    | 4                | 3                | 9                       | 1                       | 51    | 21    |
| AZ Alkmaar · Países Bajos   | 1.ª           | 2022-23       | 23    | 9     | 2                | 2                | 8                       | 2                       | 33    | 13    |
| AZ Alkmaar · Países Bajos   | 1.ª           | 2023-24       | 0     | 0     | —                | —                | 1                       | 0                       | 1     | 0     |
| AZ Alkmaar · Países Bajos   | Total club    | Total club    | 93    | 37    | 7                | 5                | 24                      | 4                       | 124   | 46    |
| Bologna F. C. 1909 · Italia | 1.ª           | 2023-24       | 7     | 0     | 1                | 0                | —                       | —                       | 8     | 0     |
| Bologna F. C. 1909 · Italia | 1.ª           | 2024-25       | 7     | 1     | 0                | 0                | 0                       | 0                       | 7     | 1     |
| Bologna F. C. 1909 · Italia | Total club    | Total club    | 14    | 1     | 1                | 0                | 0                       | 0                       | 15    | 1     |
| U. S. Lecce · Italia        | 1.ª           | 2024-25       | 13    | 1     | —                | —                | —                       | —                       | 13    | 1     |
| U. S. Lecce · Italia        | Total club    | Total club    | 13    | 1     | 0                | 0                | 0                       | 0                       | 13    | 1     |
| Total carrera               | Total carrera | Total carrera | 229   | 65    | 23               | 9                | 24                      | 4                       | 276   | 78    |
| 1. 2.                       |               |               |       |       |                  |                  |                         |                         |       |       |

### Resumen estadístico
|                            | Partidos | Goles | Promedio |
| -------------------------- | -------- | ----- | -------- |
| Liga                       | 212      | 63    | 0,3      |
| Copas nacionales           | 23       | 9     | 0,39     |
| Copas internacionales      | 24       | 4     | 0,17     |
| Selección de Suecia sub-19 | 15       | 6     | 0,4      |
| Selección de Suecia sub-21 | 5        | 6     | 1,2      |
| Selección de Suecia        | 14       | 5     | 0,36     |
| Total                      | 293      | 93    | 0,32     |